# Zespół Pieśni i Tańca „Kortowo”

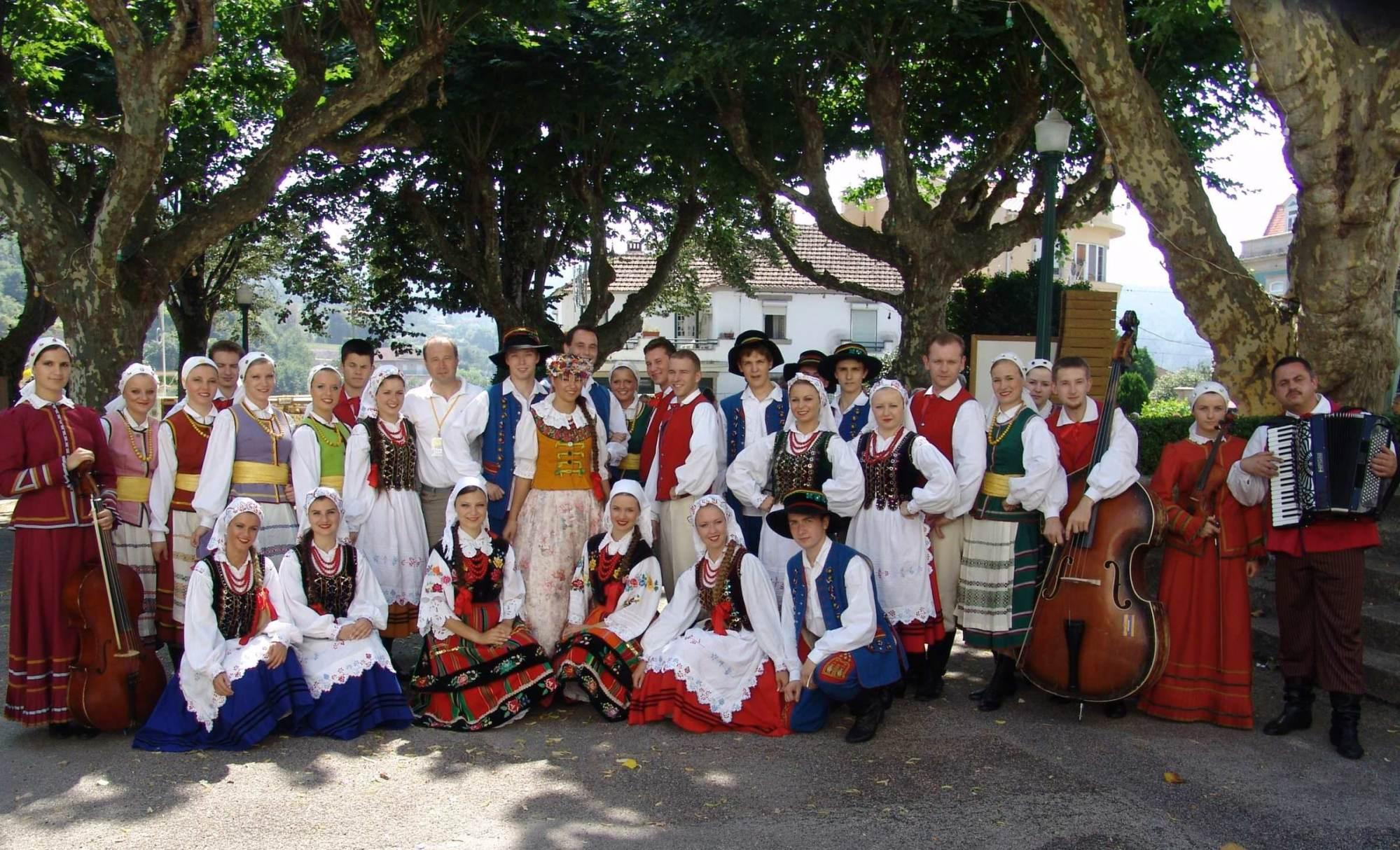
Zespół Pieśni i Tańca „Kortowo”, Portugalia 2007

Zespół Pieśni i Tańca „Kortowo” – reprezentacyjna grupa folklorystyczna Uniwersytetu Warmińsko-Mazurskiego w Olsztynie.
Od początku istnienia zespół działał przy swojej uczelni, która wśród wielu instytucji popierających działalność artystyczną „Korotowa”, jest jego największym opiekunem i mecenasem. Od lat „Kortowo” czerpie natchnienie z tradycji ludowej. Poprzez taniec i muzykę wiernie odtwarza polskie tańce, pieśni i obrzędy. Tancerze prezentują program w oryginalnych strojach ludowych, wzbudzając zainteresowanie i fascynację ich pięknem i bogactwem. Wieloletni dorobek „Kortowa” jest dziełem wybitnych autorytetów w dziedzinie muzyki i tańca, którzy przyczynili się do stworzenia oryginalnego i niepowtarzalnego oblicza artystycznego zespołu. Repertuar ZPiT „Kortowo” jest bogaty i zróżnicowany. Zespół przedstawia tańce narodowe: poloneza, mazura, kujawiaka i oberka, widowisko (we fragmentach) z regionu warmińskiego „Zapusty” oraz pieśni i tańce ludowe z terenów niemalże całej Polski, a wśród nich obrazki sceniczne z regionów: Kurpi Zielonych, Lublina, Kujaw, Rzeszowa, Krakowa, Podhala, Łowicza, Opoczna oraz Śląska.
Od 55 lat „Kortowo” reprezentuje Polskę na wielu koncertach i festiwalach krajowych i zagranicznych. Zespół podejmuje się również innych form tanecznych. Rokrocznie latem bierze udział m.in. w Mazurskich Nocach Kabaretowych w Mrągowie, gdzie tańczy do znanych przebojów estradowych.
Piękno polskiego folkloru i nie tylko, mogła wielokrotnie podziwiać publiczność Włoch, Danii, Hiszpanii, Portugalii, Francji, ZSRR-Uralu, Litwy, Belgii, Holandii, Sycylii, Grecji, Korsyki, Monako, Malty, Czech, Egiptu, Szwajcarii, Luxemburga, Singapuru, Turcji, Macedonii, Ukrainy, Niemiec, Korei Południowej (na Inauguracji Otwarcia Mistrzostw Świata 2002), Meksyku, Malezji-Borneo, Brazylii, Bułgarii.

## Strona oficjalna zespołu
- ZPiT „Kortowo”